# Guillaume de Chartres
Guillaume de Chartres (... – Damietta, 26 agosto 1219) è stato un cavaliere medievale francese, il 14º Gran Maestro dei Cavalieri templari dal 1209 al 1219.

## Biografia
Figlio del conte di Bar-sur-Seine, non si conosce con esattezza la sua data di nascita. Nel 1209 venne eletto Gran maestro dell'Ordine dei Templari e nello stesso anno assistette all'incoronazione di Jean de Brienne a Re di Gerusalemme.
Nel 1211, alla testa di un gruppo di Templari che andava a rifornire la fortezza di Port-Bonnel in Cilicia, Guillaume de Chartres cadde in un'imboscata e venne ferito gravemente, anche se in seguito riuscirà a riprendersi quasi completamente. Nello stesso anno riuscì a conquistare il castello di Gastein, che era stato espugnato dai musulmani nel 1190 e che poi era stato ripreso dal re del Regno armeno di Cilicia. Anche in questa occasione rimediò comunque ferite notevoli.
Nel 1217 prese parte all'assemblea dei grandi feudatari e prelati ad Acri, volta a progettare l'attacco a Damasco, in Siria. Partecipò alla Quinta Crociata, intrapresa a seguito del IV Concilio Lateranense, assumendo il comando di un manipolo. Mentre era ancora in corso l'assedio di Damietta, nel 1219, morì a seguito o di un'epidemia di peste o di scorbuto, già provato dalle numerose ferite che aveva riportato durante la Quinta Crociata.